# جريدة بردى
جريدة بردى، صحيفة يومية دمشقية حققت نجاحاً كبيراً في خمسينيات القرن العشرين، صدر العدد الأول منها في 23 كانون الأول 1945 والأخير في 1 آذار 1958. تأسست الجريدة على يد الصحفي منير الريّس مع نهاية الحرب العالمية الثانية وظلّت تصدر بشكل يومي حتى وقوع الانقلاب الأول في سوريا سنة 1949. عادت إلى الصدور بعد القضاء على حكم حسني الزعيم وتم دمجها مع جريدة المنار الجديد في عهد أديب الشيشكلي سنة 1952. ولكنها توقفت نهائياً يوم إعلان الوحدة السورية المصرية سنة 1958 بالرغم من تأييد صاحبها للرئيس جمال عبد الناصر.